# Marion von Stengel
Marion Freifrau von Stengel (* 26. März 1962; geb. Hilgers) ist eine deutsche Schauspielerin, Hörspielsprecherin und Synchronsprecherin.

## Leben
Die Schauspielerin erhielt ihre Ausbildung an dem Hamburgischen Schauspielstudio Hildburg Frese in Theater, Tanz und Gesang. Seit 1985 hatte sie Engagements unter anderem am Deutschen Schauspielhaus Hamburg und am Schleswig-Holsteinischen Landestheater. Sie trat in Nebenrollen in den Fernsehserien Geschichten aus der Heimat, Diese Drombuschs, Tatort, Dr. Stefan Frank – Der Arzt, dem die Frauen vertrauen und Großstadtrevier auf. Hauptsächlich ist sie als Synchron- und Kommentarsprecherin für Filme, Hörspiele, Werbung und Dokumentationen aktiv. Besonders bekannt ist sie als deutsche Stimme von Pamela Anderson.
Sie ist Hauptsprecherin des Computerspielemagazins RELOAD auf EinsPlus.
Sie ist mit dem Golffotografen Stefan Freiherr von Stengel (* 9. April 1960) verheiratet und wohnt in Hamburg.

## Synchronstimme (Auswahl)
Pamela Anderson
- 1992–1997: Baywatch – Die Rettungsschwimmer von Malibu (Fernsehserie) als Casey Jean „C.J.“ Parker
- 1996: Barb Wire – Flucht in die Freiheit als Barbara Kopetski/Barb Wire
- 1998–2002: V.I.P. – Die Bodyguards (Fernsehserie) als Vallery Irons
- 2003: Scary Movie 3 als Becca
- 2006: Stripperella (Fernsehserie) als Erotica Jones/Stripperella
- 2010: The Roast of David Hasselhoff als Pamela Anderson
- 2025: Die nackte Kanone als Beth Davenport

Angelina Jolie
- 2001: Lara Croft: Tomb Raider als Lara Croft
- 2003: Lara Croft: Tomb Raider – Die Wiege des Lebens als Lara Croft
- 2005: Mr. & Mrs. Smith als Jane Smith
- 2021: Eternals als Thena

Teri Hatcher
- 1993–1997: Superman – Die Abenteuer von Lois & Clark (Fernsehserie) als Lois Lane
- 1997: Teri Hatcher in James Bond 007 – Der Morgen stirbt nie als  Paris Carver
- 2004: Two and a Half Men (Fernsehserie) als Liz

Rachelle Lefèvre
- 2008: Twilight – Biss zum Morgengrauen als Victoria
- 2009: New Moon – Biss zur Mittagsstunde als Victoria

### Filme
- 1990: Mädchen Amick in Baywatch – Die Rettungsschwimmer von Malibu (Pilotfilm) als Laurie Harris
- 2001: Mariah Carey in Glitter – Glanz eines Stars als Billie Frank
- 2001: Famke Janssen in Made als Jessica
- 2003: Nastassja Kinski in Gefährliche Liebschaften als Madame Maria de Tourvel
- 2004: Rachael Stirling in Freeze Frame als Katie Carter
- 2010: Bryce Dallas Howard in Eclipse – Biss zum Abendrot als Victoria
- 2011: Christina Hendricks in All-Star Superman als Superwoman / Lois Lane
- 2011: Claire Forlani in Ice – Der Tag, an dem die Welt erfriert als Jacqueline

### Serien
- 1987–1996: Renae Jacobs in Teenage Mutant Hero Turtles als April O’Neil (1. Stimme)
- 1993: Eiko Masuyama in Mila Superstar als Midori Hayakawa
- 1994–1996: Mika Doi in Wedding Peach als Königin Satania
- 2001: Leslie Hope in 24 als Teri Bauer
- 2003–2009: Simmone Jade Mackinnon in McLeods Töchter als Stevie Hall-Ryan
- 2005–2013: Valérie Siclay in Yakari als Yakaris Mutter; Schimmernde Zöpfe
- 2006–2007: Misa Watanabe in Naruto als Tsunami
- 2006–2012: Neil Grayston in Eureka – Die geheime Stadt als SARAH/Computerstimme
- 2008–2009: Emiri Katō in Soul Eater als Blair
- 2008–2009: Narumi Takahira in Soul Eater als Patricia „Patty“ Thompson
- 2013–2016: Laura Keneally in Mako – Einfach Meerjungfrau als Lauren Blakly
- 2015–2019: Natascha McElhone in Designated Survivor als Alexandra „Alex“ Kirkman.
- 2021: Elena Roger in Verschlungene Wege als Amelia „Cocó“ Sharp

### Computerspiele
- 1997: Blade Runner als Dectora
- 1998–2004: Thief (Computerspiel) als Viktoria
- 1999–2008: Tomb Raider als Lara Croft
- 1999: System Shock 2 (Computerspiel) als Shodan
- 1999: Wheel of Time (Computerspiel) als Elayna Sedai
- 2006–2014: Dreamfall (Computerspiel, Teile II – III) als Zoë Castillo
- 2000: Baldur’s Gate 2 (Computerspiel) als Jaheira
- 2001: Legacy of Kain – Blood Omen 2 als Umah
- 2000–2013: Lara Croft (Computerspiel, Teile IV – IX)
- 2005: Guild Wars (Online-Rollenspiel) als Varesh Ossa
- 2009: Dragon Age: Origins (Computerspiel) als Leliana
- 2009: The Book of Unwritten Tales (Computerspiel, alle Teile) als Prinzessin Ivo
- seit 2011: Star Wars: The Old Republic (Online-Rollenspiel) als weibliche Jedi-Ritterin
- 2011: Skyrim (Computerspiel) als FemaleSultryVoice (Alva, Eola, Haelga, Sybille Stentor, Saadia, Umana und andere)[2]
- seit 2012: Guild Wars 2 (Online-Rollenspiel) als menschlicher Hauptspielercharakter

### Weitere
- In den 1990er Jahren war Marion von Stengel zudem als Fernsehansagerin beim NDR-Fernsehen bzw. N3 zu sehen.

## Kurzfilm
In dem Kurzfilm Der Beste von Arne Jysch und Rasmus Borowski aus dem Jahr 2004 spricht Marion von Stengel die Rolle der Lady X.

## Hörspiele (Auswahl)
- 1990–1992: Teenage Mutant Hero Turtles als April O’Neil
- 2001: Lara Croft – Tomb Raider (Hörspielversion des Kinofilms Lara Croft: Tomb Raider) als Lara Croft
- 2009–2010: Die Schatzjägerin (Abenteuer-Hörspielserie von Gunter Arentzen) als Jaqueline Berger, BookBeat
- 2009: Lady Bedfort: Lady Bedfort und die Trauer der Zigeuner als Lady Clara Bedfort (jung)
- 2012–2014: Thrawn-Trilogie (Hörspiel, nach den Romanen von Timothy Zahn) als Mara Jade
- 2023 (Audible): Oliver Döring: End of Time. Gesamtausgabe (Hörspiel, u. a. mit Dietmar Wunder & Katrin Fröhlich)

## Hörbücher (Auszug)
- 2002: Maeve Binchy: Das Herz von Dublin: Neue Geschichten aus Irland, Droemer Audio, ISBN 978-3-426-64008-1
- 2005 (Audible: 2004): Catherine Millet: Das sexuelle Leben der Catherine M., Random House Audio, ISBN 978-3-8371-7083-2